# SK Rusj Uschhorod
SK Rusj Uschhorod (ukrainisch: СК Русь Ужгород) war ein 1925 gegründeter ruthenischer Fußballverein aus Uschhorod, das damals zur Tschechoslowakei gehörte.
Die in Blau-Gelb spielende Mannschaft gewann 1929 und 1931 die Meisterschaft der Ostslowakei und Karpatoukraine und 1933 die Meisterschaft der Slowakei und Karpatoukraine. Der letztgenannte Erfolg berechtigte den SK Rusj zur Teilnahme an der Amateurmeisterschaft der Tschechoslowakei 1933, bei der man allerdings schon in der ersten Runde mit 1:3 und 1:4 gegen den DFC Prag ausschied.
1936 wurde die Mannschaft slowakischer Meister und qualifizierte sich gegen SK Baťa Zlín (4:1 und 2:2), SK Mährisch Schönberg (6:2 und 6:2), SK Hradec Králové (1:0 und 1:1) und Viktoria Žižkov (1:2 und 2:3) für die damals professionelle 1. Tschechoslowakische Liga. Mit nur drei Siegen und zwei Unentschieden aus 22 Spielen musste der SK Rusj Uschhorod als Tabellenvorletzter wieder absteigen. Zu den meisten Spielen reiste das Team mit dem Flugzeug an, und weil neun Spieler Lehrer waren, wurde die Mannschaft bald "Die fliegenden Lehrer" (tschechisch: létající učitelé) genannt.
Der Zuschauerschnitt in der einzigen Erstligasaison lag bei 3.400, das Maximum in einem Spiel bei 7.000.
Bekanntester Spieler von Rusj war der Torhüter Olexa Bokšay (später Alexa Bokšay), der ab 1937 bei Slavia Prag spielte und 1949 in drei Spielen Tschechoslowakischer Nationaltrainer war.
Nach der Trennung der Karpatoukraine von der Tschechoslowakei Ende 1938 löste sich der SK Rusj auf und wurde auch nach 1945 nicht wiedergegründet. Als Nachfolger gilt der FC Hoverla-Zakarpattya Uschhorod.

## Kader 1936/37
Alexa Bokšay; Andrej Bendas, Fedor Koruc, Daniel Ivančo, Ivan Tóth, Vasil Radyk, Vasil Kováč, Voldymir Kobzar, Josif Krajňak (Kapitän), Josif Križ und Michal Sukovski; Trainer: Otto Mazal-Skvajn

## Statistik
| Saison  | Liga                                         | Platz     |
| 1928/29 | Meisterschaft Ostslowakei und Karpatoukraine | 1. Platz  |
| 1929/30 | Meisterschaft Ostslowakei und Karpatoukraine | 2. Platz  |
| 1930/31 | Meisterschaft Slowakei und Karpatoukraine    | 2. Platz  |
| 1931/32 | Meisterschaft Slowakei und Karpatoukraine    | 2. Platz  |
| 1932/33 | Meisterschaft Slowakei und Karpatoukraine    | 1. Platz  |
| 1933/34 | Meisterschaft Ostslowakei und Karpatoukraine | 2. Platz  |
| 1934/35 | Meisterschaft Slowakei                       | 2. Platz  |
| 1935/36 | Meisterschaft Slowakei                       | 1. Platz  |
| 1936/37 | 1. Tschechoslowakische Liga                  | 11. Platz |
| 1937/38 | Meisterschaft Slowakei                       | unbekannt |

- 1. Tschechoslowakische Liga 1936/37:

| Liga                | Platz     | Spiele | Siege | Remis | Niederlagen | Tore  | Punkte |
| Státní Liga 1936/37 | 11. Platz | 22     | 3     | 2     | 17          | 24:79 | 8      |